# Burg Unterthal
Die Burgruine Unterthal, auch einfach Thal genannt, ist die Ruine einer Höhenburg in der Marktgemeinde Thal in der Steiermark. Ihre Geschichte reicht bis in das 13. Jahrhundert zurück. Nach mehreren Ausbauphasen wurde sie zu Anfang des 17. Jahrhunderts verlassen und begann zu verfallen.

## Lage
Die Ruine befindet sich in der Gemeinde Thal im Weiler Linak. Sie steht auf einem Hügelrücken, der sich zwischen dem Kirchberg und dem Thalersee von Norden nach Süden erstreckt. Dieser Rücken fällt nach Norden und Osten hin steil und nach Süden und Westen hin weniger steil ab.

## Geschichte
Die Burg wurde vermutlich im 13. Jahrhundert von den Herren von Thal, einem Seitenzweig der Herren von Graben, erbaut. 1259 nannten sich die im Grazer Raum wirkenden Edelleute Walter und Konrad I. vom (ab dem) Graben auch De Valle (Von Thal). Während des Adelsaufstands gegen Herzog Albrecht I. im Jahr 1292 wurde die Burg zerstört. Im 14. Jahrhundert kam die zerstörte Burg in den Besitz der Windisch-Graetz, welche sie wiederaufbauen ließen. Spätestens seit 1322 verfügte die Burg über eine Kapelle, die bis ins 18. Jahrhundert als Pfarrkirche diente. 1772 wurde sie abgebrochen. Im 15. und 16. Jahrhundert wurde die Burg zu einem Wohnschloss ausgebaut. 1569 verkaufte sie Sebastian von Windisch-Graetz an Georg von Khevenhüller, der sie unmittelbar an Erzherzog Karl III. weitergab. Dieser verpachtete das Anwesen.  Im 17. Jahrhundert wurde die Burg nochmals mit Basteien und dahinterliegenden Schießkammern und Geschützständen an die fortschreitenden Entwicklungen der Waffentechnik angepasst. 1623 wurde Hans Ulrich von Eggenberg Besitzer der Burg, welche an die Herrschaft Eggenberg angebunden wurde. Die Eggenberger ließen die Anlage verfallen und ein Brand zerstörte 1715 einen Großteil der noch bewohnbaren Räume. Zwischen 1774 und 1943 waren die Grafen von Herberstein im Besitz der Ruine. Sie ließen sie allerdings weiter verfallen. Seither befindet sie sich in Privatbesitz. 1996 wurde ein aus dem 17. Jahrhundert stammender Rundturm zu einer Sommerwohnung ausgebaut.

## Beschreibung
Im Zentrum der ausgedehnten Anlage befinden sich die Reste des rechteckigen, früher vermutlich dreigeschoßigen Turmhauses, das zu den ältesten, erhaltenen Bauteilen der Burg gehört. Es wurde wahrscheinlich im frühen 14. Jahrhundert erbaut.  Darauf lässt das lagerhafte, regelmäßige Bruchsteinmauerwerk mit Ecksteinsetzungen der bis zu 1,5 Meter dicken Mauern schließen. Die südliche Mauer des Turmhauses stammt vermutlich von einem späteren Umbau. Der Keller des Gebäudes hat wie das Erdgeschoß ein steinernes Tonnengewölbe. Im Erdgeschoß ist es nur teilweise erhalten. Ursprünglich wurde der Turm über einen im Osten gelegenen Eingang im ersten Obergeschoß betreten. Das Tor im westlichen Teil des Erdgeschoßes stammt aus dem 16. Jahrhundert. Die Kragsteine über dem Tor, die auf einen früheren Erker hinweisen, wurden nachträglich angebaut.
An die nördliche Mauer des Turmhauses schließt eine dem Gelände folgende Ringmauer an. Die heute nur mehr schlecht erhaltenen Schlüssellochscharten im oberen Bereich der Mauer stammen aus der Zeit um 1500. Früher hatte diese Mauer einen Wehrgang, von dem heute noch die Mauerabsätze erhalten sind. In der Mitte des von dieser Ringmauer umschlossenen Platzes findet man die Mauerwerksreste einiger Gebäude. Direkt südlich des Turmes befindet sich ein Trümmerhaufen. Weiters findet man im Süden ebenfalls Reste einer Ringmauer, die nachträglich durch Rund- und Halbrundtürme verstärkt worden ist. Ein in jüngerer Zeit erbauter Rundturm schließt die Anlage ab. Die frühere Toranlage im Südosten der Burg ist heute fast vollständig verschwunden.
Im nördlichen und westlichen Teil der Burg wurde im 17. Jahrhundert eine vorgelagerte Bastei errichtet. Diese hat einen schrägen Sockel, auf dem die Mauer steht. Zwischen Mauer und Sockel befindet sich ein Werksteinwulst. Im Osten findet man weitere Reste dieser Ausbauphase.
Vor allem im südlichen und südwestlichen Teil der Burganlage wurden Konservierungsversuche unternommen, die die Originalsubstanz aber stark veränderten.